# Pákozdy László Márton
Pákozdy László Márton (Hódmezővásárhely, 1910. november 12. – Veszprém, 1993. április 5.)  református lelkész, teológus, egyházi író, a Debreceni Református Kollégium, majd a Budapesti Református Teológiai Akadémia tanára 1960-tól 1983-ig.

## Élete
Teológiai tanulmányait Debrecenben, Halléban és Utrechtben végezte el. Ezt követően Debrecenben, majd 1966-tól a Budapesti Református Teológiai Akadémián tanított az akkor felállításra került Bibliai Teológiai és Vallástörténeti Tanszéken. Jelentős szerepet játszott a Theológiai Szemle 1958-as újraindításban, amelyet később hosszú időn át szerkesztett is. 1980-as évek elején betegeskedni kezdett, és 1982-ben befejezte oktatói tevékenységét. Betegsége ellenére még 10 évet élt. 1993-ban hunyt el 82 éves korában Veszprémben.